# 標橋站
標橋站（：／ Pyogyo yeok */?）曾为韩国铁路水骊线上的一个车站，位于京畿道利川市麻長面，已于1972年废止。

## 历史
- 1930年12月1日：开始使用[1][2]。
- 1972年4月1日：停用本站[3]。